# Gabriel Antonio Goyeneche
Gabriel Antonio Goyeneche (Socha 1886 - Bogotá 25 de febrero de 1978) fue un político colombiano. Candidato a las elecciones presidenciales de Colombia de 1966.

## Biografía
Nacido en Socha (Boyacá), fue maestro en la Normal de Tunja. En 1918, habría sufrido una epidemia de gripa, la cual le dejó secuelas psicológicas. Estudió cuatro semestres en la Escuela Nacional de Comercio y, al parecer, alternaba con estudios de Derecho en la Universidad Nacional de Colombia, vivía en la Facultad de Veterinaria de la Universidad Nacional de Colombia en Bogotá. Sobrevivía de la venta de panfletos, a 5 centavos la unidad, en los que plasmaba las propuestas de su plan de Gobierno que se proponía desarrollar una vez fuera elegido como presidente de la República.
Fue conocido como el "candidato vitalicio", ya que fue candidato a la presidencia en varias ocasiones entre 1958 y 1974, con 4000 propuestas como:
- Pavimentar el Río Magdalena, para facilitar el transporte en Colombia.
- Construir un techo gigante para proteger a Bogotá de la lluvia, o bombardear las nubes que se acercaran a la ciudad.
- Convertir los ríos de Colombia en Aguardiente, echándoles anís.[3]
- Reducir la pobreza,  la comunidad elegiría un vecino por día y lo sacaría de la pobreza, donándole un peso.[3]
- Convertir la chicha en champaña.[4]
- Durante su gobierno todas las carreteras se harían en bajada para ahorrar combustible.
- la colocación de un inmenso paraguas metálico sobre el canal de Panamá como protección contra un eventual bombardeo.[5]

En 1958 obtuvo 12 votos,  en 1962, obtuvo 39 votos;  para 1966, año en el cual obtuvo 2652 votos y llegó a ser el tercero en resultados, cuando le dio diarrea en pleno momento de depositar el voto y, en las elecciones de 1970 y 1974 también participó, hasta anunciar su “retiro” de la vida política, obteniendo esta vez 33 votos.
Su campaña la realizaba en lugares como la Plaza de Bolívar y la plazoleta del Rosario, donde realizaba discursos políticos.

## Fallecimiento
En 1978,  fue atropellado en Bogotá por un taxi y fue llevado al Hospital de La Hortua, donde fallecería de los golpes y desnutrición acumulada.

## Homenajes
Inspiro el Café Goyeneche en Bogotá.